# Медичи, Клариче
Клари́че Ме́дичи (итал. Clarice de’ Medici), она же Клари́че, дочь Пье́ро Ме́дичи (итал. Clarice di Piero de’ Medici), после замужества Клари́че Ме́дичи-Стро́цци (итал. Clarice de’ Medici Strozzi; 14 сентября 1489, Флоренция, Флорентийская республика — 5 мая 1528, там же) — аристократка из дома Медичи, дочь главы Флорентийской республики Пьеро Глупого. Мать маршала Пьеро Строцци. Тётка Екатерины Медичи, королевы Франции.

## Биография

### Ранние годы
Клариче Медичи родилась во Флоренции. В некоторых источниках годом её рождения указан 1493 год или 2 сентября 1489 года. Но в книге записей церковных актов, запись, сделанная в день крещения Клариче, позволяет считать точной датой её рождения 14 сентября 1489 года. Она была дочерью Пьеро Глупого и Альфонсины Орсини. По отцовской линии приходилось внучкой главе Флорентийской республики Лоренцо Великолепному и Клариче Орсини, в честь которой была названа. По материнской линии была внучкой графа Роберто Орсини и Катерины Сансеверино. Кроме неё у родителей был сын Лоренцо, будущий герцог Урбино и отец Екатерины Медичи, королевы Франции.
В 1494 году Медичи были изгнаны из Флоренции, во главе которой встал их противник Пьеро Содерини. В 1508 году Клариче, вместе с братом и матерью, поселилась у родственников в Риме. Приходившийся ей дядей кардинал Джованни Медичи рассчитывал через брак племянницы вернуть семью Медичи во Флоренцию. Сначала он думал выдать её замуж за графа Бальдассаре Кастильоне, но после остановил свой выбор на кондотьере Филиппо Строцци-младшем, выходце из знатной семьи флорентийских банкиров. Посредником между семьями Медичи и Строцци выступил Бернардо Ручеллаи, стоявший во главе семей, находившийся в оппозиции к Пьеро Содерини и выступавших за возвращение Медичи во Флоренцию.

### Брак и потомство
В июле 1508 года в Риме стороны заключили брачное соглашение, по которому приданое Клариче составило сумму в семь тысяч флоринов. Брачный союз между представителями семей Медичи и Строцци вызвал сильное недовольство у Пьеро Содерини, который понимал опасность этого союза для его власти во Флоренции. Пожизненный гонфалоньер Флорентийской республики планировал женить на Клариче своего племянника Джованбаттисту, и с этой целью обращался за посредничеством к Лукреции Медичи, тётке Клариче. Предположительно Никколо Макиавелли было написано разъяснение о правильности запрета, который Флорентийская республика наложила на брак Клариче и Филиппо. В нём говорилось, что невеста, как дочь врага республики, уже является врагом республики, и тот, кто на ней женится также должен рассматриваться как враг республики. В декабре 1508 года Флоренция издала судебный запрет на появление Филиппо в городе. В феврале 1509 года восемь гвардейцев и бальи Флоренции приговорили его к десятилетнему изгнанию в Неаполь и штрафу в пятьсот флоринов. Семье Строцци запретили оказывать ему помощь. Всем знатным семьям во Флоренции, кто пожелал выразить своё несогласие с действиями в отношении Филиппо были предъявлены обвинения в неблагонадёжности. На недопустимость подобного поведения руководству республики указал римский папа Юлий II, который после смерти отца Клариче в 1503 году, являлся её официальным опекуном. Флоренция не согласилась с вмешательством понтифика во внутренние дела республики.
Несмотря на противодействия Пьеро Содерини, брак Филиппо и Клариче укрепил политическое положение семьи Медичи и финансовое состояние семьи Строцци. У супругов родились семь сыновей и три дочери:
- Пьеро (1510 — 21.06.1558), барон д’Эперне, кондотьер, маршал Франции, сочетался браком с Лаудомией Медичи (1518—1583), дочерью банкира Пьерфранческо Медичи-младшего[итал.], имел потомство;
- Роберто (ум. 1566), барон Коллальто, сочетался браком с Маддаленой Медичи[итал.] (1523—1583), дочерью Пьерфранческо Медичи-младшего, имел потомство;
- Мария, сочеталась браком с Лоренцо Ридольфи;
- Леоне[итал.] (18.10.1515 — 28.06.1554), кондотьер, рыцарь Мальтийского ордена с 1530 года, потомства не оставил;
- Джулио (ум. 1537), потомства не оставил;
- Винченцо (ум. 1537), потомства не оставил;
- Алессандро(ум. 31.10.1540), потомства не оставил;
- Луиджа (ум. 1534), сочеталась браком с Луиджи Каппони;
- Маддалена, сочеталась браком с графом Фламиньо делль Ангиллара, синьором Стаббьо;
- Лоренцо[итал.] (3.12.1513 — 14.12.1571), аббат, епископ с 1547 года, архиепископ с 1568 года, кардинал-священник с 1557 года.

Кроме своих детей, Клариче вырастила Екатерину Медичи, дочь её покойного брата Лоренцо и будущую королеву Франции, Алессандро Медичи, внебрачного сына того же Лоренцо или Джулио Медичи, Ипполито Медичи, внебрачного сына её дяди Джулиано Медичи.

### Поздние годы
Став римским папой под именем Климента VII, Джулио Медичи в 1525 году велел Алессандро и Ипполито покинуть дом Строцци в Риме и прибыть во Флоренцию, которой от его имени управлял кардинал Сильвио Пассерини. С этого времени отношения между Клариче и понтификом стали постепенно ухудшатся. Ранее между ними возникли разногласия из-за наследства, на которое Клариче претендовала после смерти родителей. Она не получила от Климента VII и сан кардинала для своего сына Пьеро. Клариче не разделяла желание римского папы утвердить во Флоренции правление незаконнорождённых представителей семьи Медичи — Алессандро и Ипполито в ущерб правам законнорождённой Екатерины.
В апреле 1527 года во Флоренции поднялось восстание против власти ставленника Климента VII. Пользуясь этим, Клариче добилась от понтифика возвращения мужа из Неаполя, куда он был послан римским папой к вице-королю Шарлю де Ланнуа в качестве заложника. Филиппо Строцци был выкуплен на деньги из папской казны. В мае 1527 года, вместе с мужем и детьми, Клариче отправилась из Рима во Флоренцию. В пути семью Строцци сопровождал военный отряд, сначала под командованием кондотьера Ренцо де Чери, затем Антонио Дориа. 19 мая 1527 года состоялась встреча Клариче и Сильвио Пассерини во дворце Медичи во Флоренции, которая закончилась ссорой. Клариче выступила на стороне приверженцев республики и отказалась признать восстановление правления семьи Медичи в лице незаконнорождённых Алессандро и Ипполито. Опираясь на поддержку большей части знатных семей, она поручила мужу отстранить от власти кардинала Сильвио Пассерини и сопроводить в Рим Екатерину, вместе с Алессандро и Ипполито. Однако те бежали в Лукку. Племянницу Клариче взяла под своё покровительство. Она поместила Екатерину на вилле Поджо, затем в монастыре Святой Люции, после в аббатстве Мурате. Клариче Медичи умерла 5 мая 1528 года во Флоренции, после неудачно сделанного аборта.